# Batesville (Ohio)
Batesville és una població dels Estats Units a l'estat d'Ohio. Segons el cens del 2000 tenia 100 habitants.

## Demografia
Segons el cens del 2000, Batesville tenia 100 habitants, 40 habitatges, i 28 famílies. La densitat de població era de 154,4 habitants per km².
Dels 40 habitatges en un 40% hi vivien nens de menys de 18 anys, en un 55% hi vivien parelles casades, en un 7,5% dones solteres, i en un 30% no eren unitats familiars. En el 27,5% dels habitatges hi vivien persones soles el 20% de les quals corresponia a persones de 65 anys o més que vivien soles. El nombre mitjà de persones vivint en cada habitatge era de 2,5 i el nombre mitjà de persones que vivien en cada família era de 3,11.
Per edats la població es repartia de la següent manera: un 33% tenia menys de 18 anys, un 3% entre 18 i 24, un 33% entre 25 i 44, un 16% de 45 a 60 i un 15% 65 anys o més.
L'edat mediana era de 34 anys. Per cada 100 dones de 18 o més anys hi havia 97,1 homes.
La renda mediana per habitatge era de 26.250 $ i la renda mediana per família de 30.625 $. Els homes tenien una renda mediana de 30.625 $ mentre que les dones 0 $. La renda per capita de la població era de 23.616 $. Aproximadament el 12,1% de les famílies i el 17,6% de la població estaven per davall del llindar de pobresa.

## Poblacions properes
El següent diagrama mostra les poblacions més properes.